# Cour constitutionnelle de l'Arménie
Pour les autres articles nationaux ou selon les autres juridictions, voir Cour constitutionnelle.
La Cour constitutionnelle d'Arménie (arménien : Հայաստանի Հանրապետության սահմանադրական դատարան, romanisé : Hayastani Hanrapetut'yan sahmanadrakan dataran) est la plus haute instance juridictionnelle chargée de contrôler la constitutionnalité des lois et autres instruments législatifs en Arménie. Le statut de la Cour constitutionnelle est prévu dans la constitution arménienne et par la loi. La Cour, créée en 1995, est située à Erevan.

## Histoire
En décembre 1988, une commission de contrôle constitutionnel a été créée conformément à un amendement à la Constitution de l'Union soviétique, alors que la République démocratique d'Arménie était encore une entité fédérée de cet État. Le législateur de l'Arménie, ayant acquis entre temps la pleine souveraineté, a envisagé de créer une Cour constitutionnelle en 1991 : deux lois, celle du 1er octobre 1991 sur le Président de la République et celle du 19 novembre 1991 sur le Conseil suprême de la République d'Arménie, faisaient allusion à une telle juridiction.
La nouvelle Constitution arménienne, approuvée par référendum le 5 juillet 1995, a créé officiellement cette Cour. La loi sur la Cour constitutionnelle a été adoptée par l'Assemblée nationale arménienne, le Parlement monocaréral de l'Arménie, le 20 novembre 1995 et signée par le président Levon Ter-Petrosyan le 6 décembre de la même année. Les 5 et 6 février 1996, les membres de la Cour ont été nommés. Cette dernière a commencé ses activités dès le 6 février, lorsque ses membres ont prêté serment devant l'Assemblée nationale.
En 2005, l'Arménie a procédé à des réformes constitutionnelles, amendant notamment le système de justice constitutionnelle, qui ont été adoptées par référendum le 27 novembre.
Selon l'article 93 de la Constitution, « La Cour constitutionnelle administre la justice constitutionnelle en République d'Arménie. » Selon l'article 94, "Les pouvoirs, les procédures de formation et les activités des juridictions sont définis par la Constitution et les lois". À la suite de ces modifications, une procédure de saisine individuelle de la Cour a été créée, et les pouvoirs de la juridiction ont été considérablement élargis, tout comme lors des réformes constitutionnelles de 2015 et 2020.
Cette dernière révision de 2020 a également réorganisée en profondeur les modalités de désignation des membres composants la Cour.

## Composition
La Cour est composée de neuf membres. Tous les membres sont élus par l'Assemblée nationale arménienne, à la majorité qualifiée des trois cinquièmes, pour un mandat de douze ans, non renouvelable.
Trois candidats sont proposés par le Président de la république d'Arménie, trois par le Gouvernement arménien, et trois par l'assemblée générale des juges d'Arménie. Cette dernière ne peut proposer la candidature que de personnes exerçant déjà les fonctions de juges.
Le Président et le Vice-président de la Cour sont élus parmi leurs pairs, pour une durée de six ans, non renouvelable.
Les conditions pour devenir membre de la Cour sont les suivantes : détenir la seule citoyenneté arménienne, être âgé d'au moins 40 ans, avoir un diplôme d'études juridiques supérieures ou diplôme universitaire en droit constitutionnel, jouir de ses droits civiques, avoir 15 ans d'expérience juridique professionnelle, ainsi que maîtriser la langue arménienne.
Les membres de la juridiction ne peuvent pas exercer d'activité entrepreneuriale, occuper un emploi au sein des administrations nationales ou locales non liés à leurs fonctions, occuper un poste dans une organisation commerciale ou exercer toute autre activité rémunérée, à l'exception des activités scientifiques, un travail éducatif et créatif ne les empêchant pas de remplir leur devoir de juge constitutionnel.
Un membre de la Cour cesse d'exercer ses fonctions lorsqu'il 
1. atteint le terme de son mandat de 12 ans ;
2. atteint l'âge de 65 ans ;
3. décède ;
4. perd sa citoyenneté ou obtient une citoyenneté étrangère ;
5. démissionne par écrit à son organe de nomination et au tribunal ;
6. est déterminé par un tribunal comme étant incapable de travailler, disparu ou décédé ;
7. a été reconnu coupable d'un crime ;
8. a été nommé en violation de la constitution.

Les membres de la Cour sont destitués s'ils
1. ont été absents trois fois au cours d'un an aux audiences du tribunal sans excuse ;
2. n'ont pas été en mesure d'exercer leurs fonctions pendant six mois en raison d'une incapacité temporaire ou d'une autre raison légale ;
3. expriment une opinion préalable sur une affaire en cours d'examen ou de nature à susciter des soupçons quant à leur impartialité ;
4. sont atteints d'une maladie qui les empêche de remplir leurs fonctions.

## Pouvoirs
La Cour, conformément aux modalités définies par la loi :
1. Statue sur la conformité des lois, des résolutions de l'Assemblée nationale, des décrets et arrêtés du président, des décisions du Premier ministre et des autorités publiques locales, avec la Constitution arménienne ;
2. Statue sur la conformité des traités internationaux avec la Constitution, avant leur ratification ;
3. Statuer sur les litiges découlant des résultats des référendums ;
3.1 Statuer sur les litiges découlant des décisions adoptées concernant l'élection du président et des députés ;
4. Déclarer les obstacles insurmontables ou les disqualification d'un candidat à la présidence ;
5. Statue sur l'existence de motifs de destitution du président ;
6. Statue sur l'incapacité du président à s'acquitter de ses fonctions ;
7. Prononce la cessation des pouvoirs d'un membre de la Cour constitutionnelle, sa détention, son autorisation permettant de l'accuser ou d'ouvrir une procédure judiciaire engageant sa responsabilité administrative ;
8. Se prononce sur les motifs pour démettre le chef de communauté ;
9. Dans les cas prévus par la loi, statue sur la suspension ou l'interdiction des activités d'un parti politique.

## Relations internationales
En 1996, la Cour est devenue membre de la Commission européenne pour la démocratie par le droit du Conseil de l'Europe (également connue sous le nom de Commission de Venise). La Cour est également membre du Réseau des cours supérieures de la Cour européenne des droits de l'homme, de la Conférence mondiale sur la justice constitutionnelle et de l'Association des cours constitutionnelles francophones.
L'Arménie a signé le Statut de Rome en 1999, mais de l'a pas ratifié immédiatement Le 29 décembre 2022, le gouvernement arménien a annoncé qu'il entamait le processus de ratification du Statut de Rome, qui permettrait à l'Arménie d'adhérer à la Cour pénale internationale. Le 1er septembre 2023, l'administration du Premier ministre Nikol Pashinyan a envoyé le Statut de Rome à l'Assemblée nationale pour ratification. Cette dernière approuva la ratification par 60 voix contre 22 le 3 octobre 2023, et l'Arménie devînt partie au Statut et membre de la Cour pénale internationale à compter du 1er février 2024.
Le 22 février 2023, la Cour a participé à la conférence du Partenariat pour la bonne gouvernance de l'Union européenne et du Conseil de l'Europe à Erevan. L'objectif déclaré de la conférence est d'encourager la mise en œuvre de la réforme judiciaire en Arménie, de renforcer l'indépendance du pouvoir judiciaire et d'aligner les pratiques juridictionnelles sur les normes européennes. La conférence a réuni des représentants du gouvernement, de la société civile et des délégués du Conseil européen. Le président de la Cour constitutionnelle, Vahe Grigoryan, a déclaré : « Le Conseil de l'Europe est considéré comme un partenaire clé du programme de réforme à long terme de la Cour constitutionnelle ».

### Professions juridiques
Selon un rapport demandé par le Bureau des institutions démocratiques et des droits de l'homme de l'OSCE pour l'atelier sur la réforme de la profession juridique, la loi de 2004 de la République d'Arménie exige que les avocats soient admis au barreau pour exercer le droit ; avant cela, il n’existait pas de barreau à l’échelle nationale. En 1998, après l'adoption de la première loi sur le plaidoyer, trois barreaux ont été créés : l'Union des avocats de la République d'Arménie (succédant au Collège des avocats), l'Union internationale du barreau et l'Union internationale des avocats arméniens. L'Union internationale du barreau et l'Union internationale des avocats arméniens ont fusionné en une seule organisation, et la Chambre unifiée des avocats a été fondée en 2005.

## Voir également
- Constitution de l'Arménie
- Pouvoir judiciaire en Arménie
- Droit arménien
- Procureur général d'Arménie
- États parties au Statut de Rome de la Cour pénale internationale